# Eichenkratt und Kiesgrube südlich Böxlund
Koordinaten: 54° 49′ 50″ N, 9° 10′ 38″ O

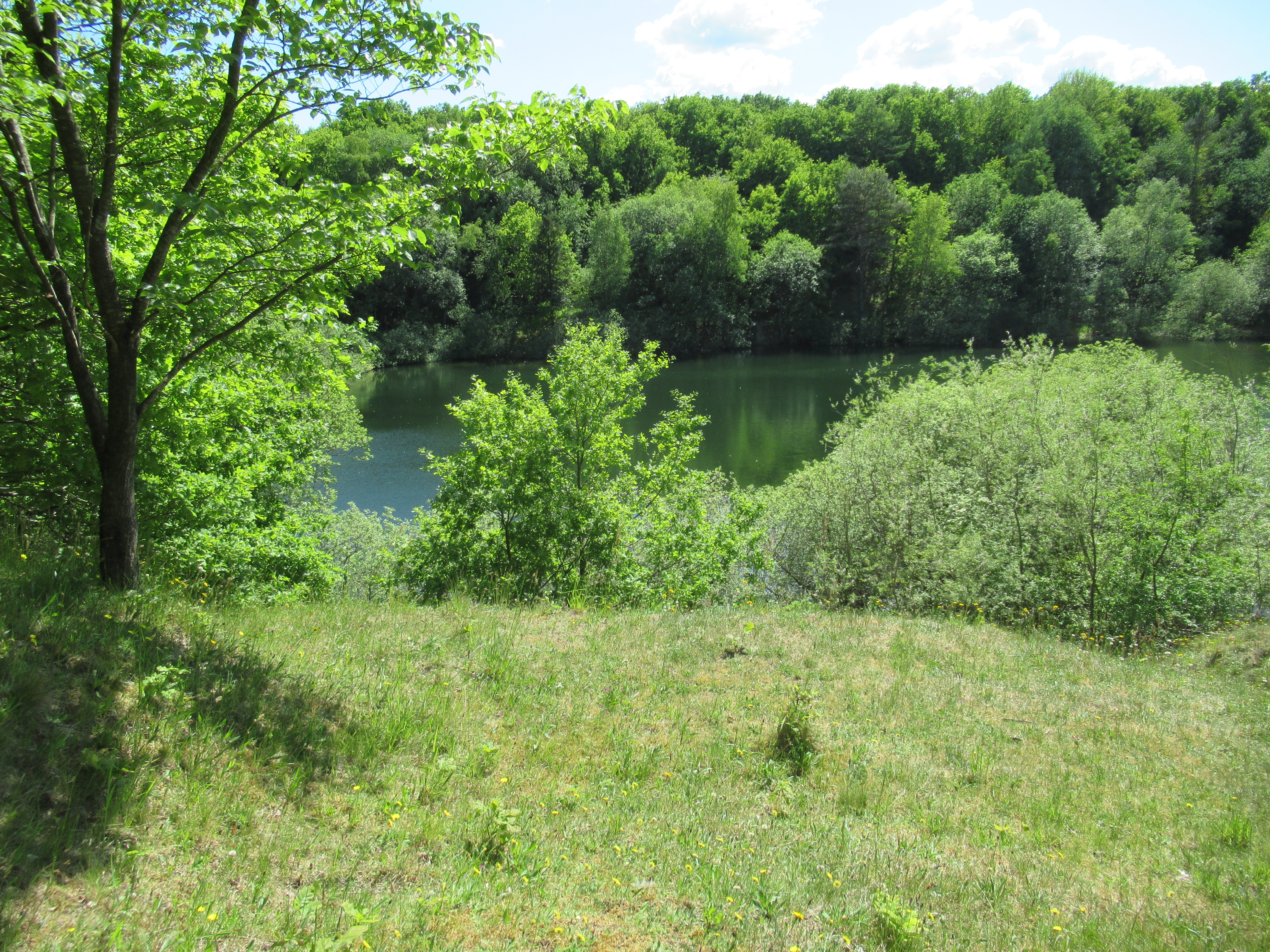

Eichenkratt und Kiesgrube südlich Böxlund ist ein Naturschutzgebiet in den schleswig-holsteinischen Gemeinden Medelby, Böxlund und Weesby im Kreis Schleswig-Flensburg.
Das rund 23 Hektar große Naturschutzgebiet ist unter der Nummer 153 in das Verzeichnis der Naturschutzgebiete des Ministeriums für Landwirtschaft, Umwelt und ländliche Räume eingetragen. Es wurde Ende 1990 ausgewiesen (Datum der Verordnung: 13. Dezember 1990). Zuständige untere Naturschutzbehörde ist der Kreis Schleswig-Flensburg.
Das Naturschutzgebiet liegt westlich von Flensburg in einer heute landwirtschaftlich geprägten saaleeiszeitlichen Moränenlandschaft. Es stellt ein kleines Eichenkratt und eine nördlich davon liegende, aufgelassene Kiesgrube, in der sich ein Sohlengewässer befindet, mit den umgebenden offenen und bewaldeten Flächen unter Schutz.
Das Naturschutzgebiet wird von den Schleswig-Holsteinischen Landesforsten betreut.